# جيف هارت
جيف هارت (بالإنجليزية: Jeff Hart)‏ هو لاعب كرة القدم الكندية أمريكي، ولد في 10 سبتمبر 1953 في بورتلاند في الولايات المتحدة.

## وصلات خارجية
- جيف هارت على موقع مرجع كرة القدم المحترفة.كوم (الإنجليزية)